# Nerd Boy
Nerd Boy – bohater znakowego komiksu The Adventures of Nerd Boy autorstwa Joaquima Gândary, ukazującego się od sierpnia 2001 na grupie dyskusyjnej alt.ascii-art. Komiks opowiada o zmaganiach Nerd Boya z życiem, czasem, komputerem i samym sobą - dzielnie wspiera go w tym grupka przyjaciół. Całość jest spójna fabularnie, pomimo przeplatania się różnej długości wątków; aktualnie (stan na lipiec 2007) powstało ponad 600 odcinków. Joaquim planuje wydanie książkowe.
```
Wouldn't it be cool if the           What the
world was like a WikiWeb?          heck is that?
       ,                             ,
     OO                           ..~
    ((                           .<<.
 __ b b _________________________ || __

 

           
Fragment odcinka 334
```